# 向充
向 充（しょう じゅう）は、中国三国時代の蜀漢・魏の政治家。本貫は荊州襄陽郡宜城県。兄は向寵。叔父は向朗。

## 生涯
諸葛亮の死後、蜀漢では各地で彼を祀る廟を建立したいという申し出があったが、朝廷は礼の制度に背くとして許可しなかった。成都に諸葛亮の廟を建立すべきとの意見も出されたが、劉禅はこれも許可しなかった。そのため民衆や異民族の者たちは季節の祭りを口実に、路上で勝手に諸葛亮を祀っていた。
この事態を受け、中書郎の官にあった向充は習隆と共に、諸葛亮の墓に近い沔陽の地に、彼の廟を建立するよう上奏した。上奏は認められ、景耀6年（263年）に廟は建立された。
蜀漢の時代、向充は射声校尉・尚書を歴任し、大将軍の姜維を支えた。蜀漢が魏に滅ぼされた後の咸熙元年（264年）には梓潼太守となった。